# Шведченко, Виктор Харитонович
Ви́ктор Харито́нович Шведче́нко (1918 — ?) — советский футболист, нападающий.

## Карьера
В сталинградский «Трактор» пришёл из команды завода «Баррикады» — «Зенит». За «Трактор» играл на протяжении семи лет. В 1951—1952 гг. выступал за сталинградский «Металлург».

## Статистика выступлений в высшем дивизионе
| Команда              | Сезон | Чемпионат | Чемпионат | Чемпионат | Кубок | Кубок | Итого | Итого |
| Команда              | Сезон | Уров.     | Игры      | Голы      | Игры  | Голы  | Игры  | Голы  |
| -------------------- | ----- | --------- | --------- | --------- | ----- | ----- | ----- | ----- |
| Трактор (Сталинград) | 1941  | I         | 3         | 0         | —     | —     | 3     | 0     |
| Трактор (Сталинград) | 1945  | I         | 17        | 4         | 2*    | 2     | 0     | 0     |
| Трактор (Сталинград) | 1946  | I         | 21        | 6         | 1     | 0     | 22    | 6     |
| Трактор (Сталинград) | 1947  | I         | 22        | 7         | 1     | 1     | 23    | 8     |
| Трактор (Сталинград) | Итого | Итого     | 63        | 17        | 4*    | 3     | 67*   | 20    |
| Торпедо (Сталинград) | 1948  | I         | 18        | 5         | 1     | 0     | 19    | 5     |
| Торпедо (Сталинград) | 1949  | I         | 33        | 8         | 3     | 1     | 36    | 9     |
| Торпедо (Сталинград) | 1950  | I         | 32        | 7         | 3*    | 1*    | 35*   | 8*    |
| Торпедо (Сталинград) | Итого | Итого     | 83        | 20        | 7*    | 2*    | 90*   | 22*   |
| Всего                | Всего | Всего     | 146       | 37        | 11*   | 5*    | 157*  | 42*   |

Примечание: знаком * отмечены ячейки, данные в которых возможно больше указанных.